# معركة دوموكوس
معركة دوموكوس (بالتركية: Dömeke Savaşı)‏ هي معركة بين الدولة العثمانية ومملكة اليونان كجزء من الحرب العثمانية اليونانية (1897) والتي اندلعت علي خلفية احتلال اليونان لجزيرة كريت ووقعت في 17 مايو 1897 وانتهت المعركة بانتصار الدولة العثمانية.